# Grand'Rivière
Grand'Rivière är en ort och kommun i Martinique. Den ligger  i den nordvästra delen av Martinique, 30 km norr om huvudstaden Fort-de-France. 